# Homero Aridjis
Homero Aridjis (ur. 6 czerwca 1940 w Contepec, Michoacán) – meksykański pisarz i działacz społeczny pochodzenia greckiego.
W 1959 roku zdobył stypendium w Centro Mexicano de Escritores. Jako poeta zadebiutował w 1966 roku, a pierwszą  powieść wydał w 1978 roku. Jest autorem czterdziestu dwóch książek. Jest laureatem m.in. nagrody Xaviera Villarrutia (1965), nagrody literackiej Diany-Novedades (1988) oraz nagrody Grinzane Cavour (1992). Był przewodniczącym międzynarodowego PEN Clubu w latach 1997–2003.
Pracował jako ambasador Meksyku w Szwajcarii i Holandii oraz dla UNESCO w Paryżu.
W 1985 roku był jednym z założycieli Grupo de cién, stowarzyszenia artystów i intelektualistów zaangażowanych w ochronę środowiska i ochronę różnorodności biologicznej w Meksyku i Ameryce Łacinskiej.
Jest najmłodszym spośród pięciu braci. W 1965 roku ożenił się z Betty Ferber.